# Charadrii
Charadrii es un suborden de aves Charadriiformes que incluye a los chorlitos, avefrías, ostreros, cigüeñuelas, avocetas, picoibis, chorlitos dorados y pluvial.

## Familias
El suborden se compone de seis familias:
- Pluvianidae
- Pluvialidae
- Ibidorhynchidae
- Recurvirostridae
- Haematopodidae
- Charadriidae